# Матшафа (аеропорт)
Міжнаро́дний аеропо́рт «Матшафа» (англ. Matsapha Airport) — головний аеропорт Свазіленду, розташований за 2 км на захід від найбільшого міста країни — Манзіні. Обслуговує близько 100 тисяч пасажиріві й 3600 рейсів на рік.
У 2010 році у зв'язку з відкриттям нового аеропорту Сікхупхе, аеропорт Матшафа буде переданий у користування Міністерству оборони Свазіленду.

## Історія
Відкритий аеропорт у 1960 році. У кінці 1970-их були побудована злітно-посадкова смуга. Смуга здатна приймати літаки типу Airbus A320, але у зв'язку з тим, що ЗПС занадто вузька, літаки повинні бути відбуксовані на стоянки. В аеропорту діє мережа Wi-Fi.
Особливістю є те, що аеропорт розташований серед гір, тому є досить складним для посадки. Свідченням того є аварії, коли літаки врізалися у гори.

## Авіакомпанії та напрямки
| Авіалінії         | Сполучення                |
| ----------------- | ------------------------- |
| Airlink           | Йоганнесбург              |
| Swaziland Airlink | Дурбан, Мапуту, Віланкуло |